# کروماتوگرافی پادجریان

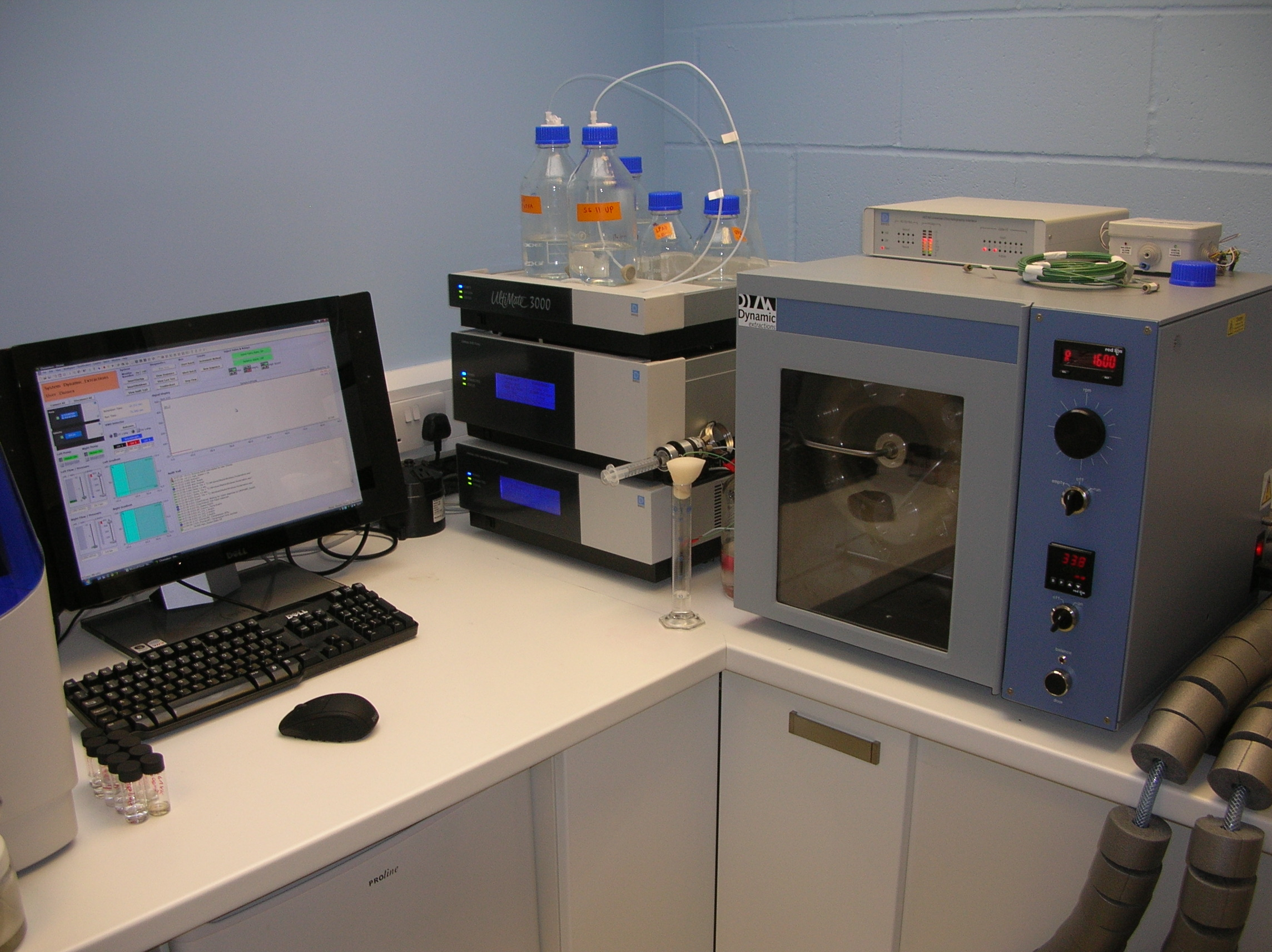
یک سیستم کروماتوگرافی برعکس با کارایی بالا

کروماتوگرافی پادجریان (CCC، همچنین کروماتوگرافی جریان مخالف) نوعی کروماتوگرافی مایع-مایع است که از یک فاز ثابت مایع استفاده می‌کند که با استفاده از نیروی گریز از مرکز در محل نگهداری می‌شود و برای جداسازی، شناسایی و اندازه‌گیری کمی اجزای شیمیایی یک ترکیب از آن استفاده می‌شود. به طورکلی، کروماتوگرافی جریان مخالفت مجموعه ای از تکنیک‌های کروماتوگرافی مایع را شامل می‌شود که دو مرحله مایع غیرقابل برگشت را بدون پشتیبانی ماده جامد به کار می‌گیرند. دو فاز مایع با یکدیگر در تماس هستند زیرا حداقل یک فاز از طریق یک ستون، یک لوله توخالی یا یک سری اتاقک‌های متصل به کانال‌ها پمپ می‌شود، که شامل هر دو مرحله است. عمل اختلاط و جداسازی دینامیکی حاصل اجازه می‌دهد تا اجزاء با حلالیتهای مربوط در دو مرحله از هم جدا شوند. طیف گسترده‌ای از سیستم‌های حلال دو فاز متشکل از حداقل دو مایع غیرمجاز ممکن است مورد استفاده قرار گیرد تا انتخاب مناسب برای جداسازی مطلوب فراهم شود.

## تاریخ
تئوری CCD در دهه ۱۹۳۰ توسط رندال و لانگتین تشریح شد. آرچر جان پرتر مارتین و ریچارد لاورنس ساینگ این روش را در دهه ۱۹۴۰ بیشتر توسعه دادند. سرانجام، لیمان سی کراگ دستگاه توزیع جریان مخالف کریگ را در سال ۱۹۴۴ معرفی کرد که CCD را برای انجام آزمایشگاه عملی ساخت. CCD برای جدا کردن طیف گسترده‌ای از ترکیبات مفید برای چند دهه استفاده شد.

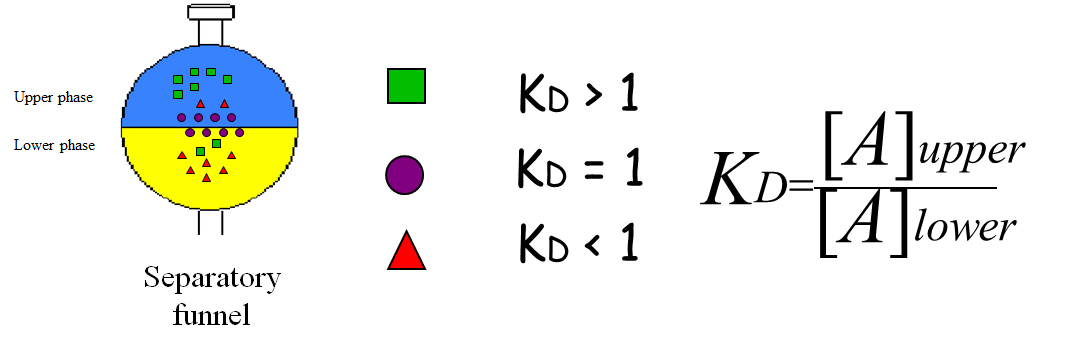
ضریب پارتیشن (K _{D})

## کاربردها
از کروماتوگرافی برعکس و روشهای جداسازی مایع مایع در مقیاس صنعتی و آزمایشگاهی برای تصفیه طیف گسترده‌ای از مواد شیمیایی شامل پروتئین‌ها، DNA , کانابیدیول (CBD) از گیاه Cannabis Sativa آنتی‌بیوتیک‌ها، ویتامین‌ها، محصولات طبیعی، دارویی، یون‌های فلزی، سموم دفع آفات، انانتیومرها، هیدروکربن آروماتیک چندحلقه‌ای از نمونه‌های محیطی، آنزیم‌های فعال، و نانولوله‌های کربن. استفاده شده‌است.
کروماتوگرافی پادجریان به دلیل دامنه پویای بالای مقیاس پذیری آن شناخته شده‌است: مقادیر شیمیایی خالص شده از میلی‌گرم تا کیلوگرم را می‌توان با این روش بدست آورد. همچنین این مزیت را دارد که نمونه‌های شیمیایی پیچیده‌ای را با ذرات حل نشده در خود جای دهد.